# Tomás Romay y Chacón
Tomàs Romay y Chacón (L'Havana, (Cuba), 21 de desembre, 1764 - Idem. 30 de març, 1849), va ser un distingit mèdic cubà. És considerat el primer higienista i iniciador de la ciència mèdica a Cuba. Va introduir una visió científica dels problemes de la Medicina i va impulsar la modernització de la Medicina clínica, a la Universitat de l'Havana.
Va estudiar al Reial Seminari de Sant Carles i va començar la carrera de lleis, que després va canviar per la de Medicina, en què s'hi doctorà, i en Filosofia el 1791. Va exercir durant sis anys una càtedra de medicina i una altra de text aristotèlic. Amb Luis de Las Casas i Aragorri va coadjuvar totes les empreses patriòtiques dutes a terme per aquell. Va fundar el primer diari de l'illa, que va redactar amb Lequeira i altres. Va ser metge de la Reial Casa de Beneficència, de la Casa de Dements i de l'Hospital general. El 1798 va publicar el seu interessant Memoria sobre la fiebre amarilla, i el 1802, Memoria sobre cementerios fuera de poblados. La primera li valgué ser nomenat corresponent de la Academia Matritense, i la segona segurament fou inspirada pel bisbe de l'Havana Juan José Díaz de Espada, segons el qual Romay li va salvar la vida quan va patir d'aquella malaltia i va prometre treure el enterraments fora de les esglésies. Romay també pertanyia a la Societat Patriòtica d'Amics del País, de la qual fou declarat soci de mèrit des de 1793.
Va treballar incansablement per a la introducció i propagació de la vacuna, inoculant el virus als seus fills per persuadir els que el combatien, i el 1804 va escriure una Memòria sobre això; la seva activitat i ciència li van valer el nomenament de metge honorari de la família reial. Alhora que destacava en el terreny de la medicina, es consolidava la seva celebritat com a literat i poeta, publicista, economista i orador.
Planteja la Constitució en 1812, va ser nomenat secretari de la Diputació provincial, fins a 1814, en què es va abolir, per restabliment de l'antic sistema, exercint llavors diversos càrrecs públics. En restablir-se el 1820 la Constitució va veure's Romay y Chacón atacat pels seus intrigants enemics, entre els quals figurava a primera línia el doctor Piñeres, que va propagar nombroses calumnies contra ell i la Diputació Patriòtica, atacs que va contestar Romay y Chacón en el seu Purga urbem, aconseguint escapar ell i la seva família de les ires del populatxo, mal aconsellat pels enemics de Romay y Chacón. El 1833, quan es va produir l'epidèmia del còlera morbositat, va prestar immensos serveis. Després fou nomenat president de la Junta Superior de Marina, li fou encomanada la càtedra de clínica de San Ambrosio i se'l nomenà comanador de l'Ordre d'Isabel la Catòlica. També es dedicà en els últims temps de la seva vida, al foment de la instrucció pública, i poc abans de mort va creure ofesa la seva dignitat en un assumpte públic i va renunciar a tots els seus llocs de treball i sous.
A més de les citades, se li deuen, entre altres obres:
- Conjuración de Bonaparte (1808);
- El Dos de mayo; El teatro y la comedia; Memoria sobre cultivo y preparación de colmenares en la Isla de Cuba; Elogio de los heroicos defensores de Zaragoza, etc.

En 1858, amb cura del seu fill i amb un pròleg de Ramón Francisco Valdés, se li seleccionaren i imprimiren les seves Obras completas.